# 切立橋
切立橋（きったてばし）は、福島県会津若松市河東町と喜多方市塩川町に跨る一級水系阿賀野川水系日橋川に架かる道路橋である。

## 概要
東京電燈（現・東京電力）猪苗代第四発電所建設に伴い、国鉄（現・東日本旅客鉄道（JR東日本））磐越西線広田駅 - 猪苗代第四発電所間に資材輸送用の専用軌道である広田専用軌道が施設された。その際、日橋川に架かる日橋川橋梁（ひばしがわきょうりょう）として1921年（大正10年）に架設・供用された、全長48.150mのアーチ橋である。
もともとは、九州鉄道（初代）（現・九州旅客鉄道（JR九州）鹿児島本線）の船小屋駅（現・筑後船小屋駅） - 瀬高駅間の矢部川に架かる矢部川橋梁より移設されたものである。これは、当時の猪苗代水力電気（東京電燈の前身）の社長が、九州鉄道（初代）の元社長であったため実現したとされている。
発電所完成後は、保守点検用として道路橋に原形のまま転用されており、発電所が無人化された現在は、一般道の橋として開放されている。なお、維持管理は東京電力が行っている。

## 構造
下路式プラットトラス（ボウストリングトラス・ピン結合）の形式であり、1890年（明治23年）製造のドイツ・ハーコート (Harkort'sche Fabrik) 製である。また、トラスの部材をボルトで締めて連結組立てを行う、プレハブ式であるのが特徴である。
- 橋長 - 48.150m
- 幅員 - 2.8m
- トラスの支間長：47.250m
- 橋床：木板張り
- 活荷重 - 6.0t（自動車荷重）

## 周辺
- 福島県道7号猪苗代塩川線
- 猪苗代第四発電所

## その他
現存するボウストリングトラスの橋梁としては、本橋梁と栃木県日光市にある古河橋の2橋のみとなっている。